# سسک قطبی

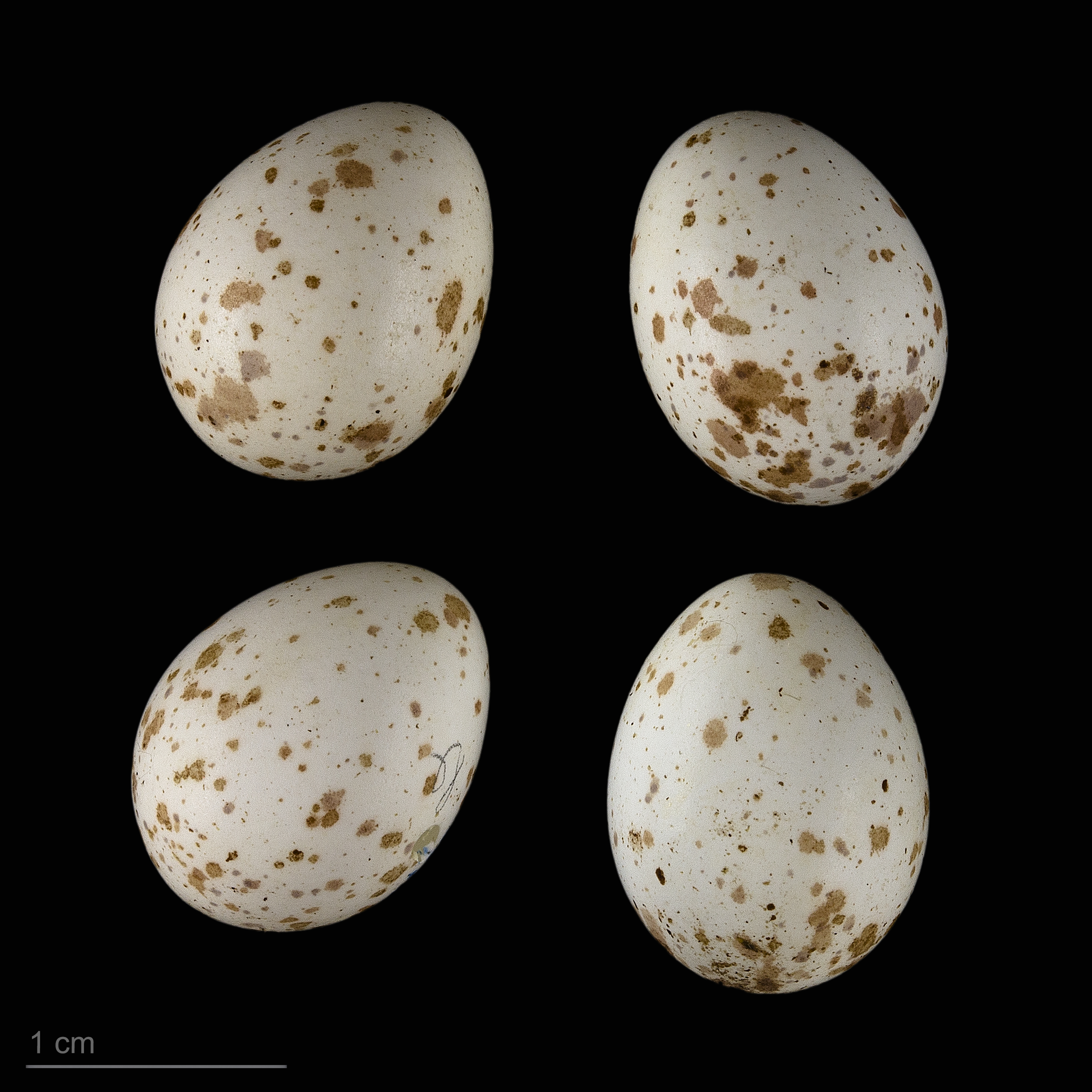
Phylloscopus borealis

سسک قطبی (نام علمی: Phylloscopus borealis) نام یک گونه از تیره سسک‌های برگی است.